# ATOX1
ATOX1 (англ. Antioxidant 1 copper chaperone) – білок, який кодується однойменним геном, розташованим у людей на короткому плечі 5-ї хромосоми.  Довжина поліпептидного ланцюга білка становить 68 амінокислот, а молекулярна маса — 7 402.
| 10         |  | 20         |  | 30         |  | 40         |  | 50         |
| ---------- |  | ---------- |  | ---------- |  | ---------- |  | ---------- |
| MPKHEFSVDM |  | TCGGCAEAVS |  | RVLNKLGGVK |  | YDIDLPNKKV |  | CIESEHSMDT |
| LLATLKKTGK |  | TVSYLGLE   |  |            |  |            |  |            |

A: Аланін

C: Цистеїн

D: Аспарагінова кислота

E: Глутамінова кислота

F: Фенілаланін

G: Гліцин

H: Гістидин

I: Ізолейцин

K: Лізин

L: Лейцин

M: Метіонін

N: Аспарагін

P: Пролін

R: Аргінін

S: Серин

T: Треонін

V: Валін

Кодований геном білок за функціями належить до шаперонів, фосфопротеїнів. 
Задіяний у таких біологічних процесах як транспорт іонів, транспорт, транспорт міді, ацетилювання. 
Білок має сайт для зв'язування з іоном міді, іонами металів. 